# Allan Flanders
Allan David Flanders (* 27. Juli 1910 in London; † 29. September 1973 in Edinburgh) war ein britischer Soziologe. Er war einer der einflussreichsten britischen Industrial Relations-Experten und – gemeinsam mit Hugh Armstrong Clegg und Alan Fox – Begründer der sogenannten Oxford School of Industrial Relations, einer Denkrichtung, die wissenschaftlich der von John Dunlop begründeten Systemtheorie der Industrial Relations nahesteht und politisch dem Pluralismus zugerechnet wird.
Flanders durchlief eine bemerkenswerte akademische Karriere. Obwohl ohne Studium und Hochschulabschluss, wurde er 1949 auf eine neu eingerichtete Universitätsstelle zum Senior Lecturer in Industrial Relations in Oxford, berufen. 1964 wurde er Fellow am Oxforder Nuffield College. Die Universität von Manchester berief ihn 1969 als Professor und die Universität von Warwick/Coventry 1971 als Reader an die School of Industrial and Business Studies. Seine letzte Position trat er bereits als ein von Querschnittlähmung Gezeichneter an.
Seit 1951 war er verheiratet mit der deutschstämmigen Annemarie Klara Laura, geborene Tracinski, einer früheren Arbeitsrichterin in Berlin. Die Ehe blieb kinderlos.

## Ethischer Sozialist
Seine ursprünglichen Studienpläne gab Flanders nach dem schulischen Abschluss auf und engagierte sich für eine ethische Spielart des Sozialismus. Noch als Teenager ging er 1929 nach Deutschland, wo er in der Erwachsenenabteilung des Landerziehungsheims Walkemühle bei Kassel mit der von Immanuel Kant und Fries geprägten Philosophie Leonard Nelsons vertraut wurde. Die von dem Göttinger Professor begründete sozialistische Ethik stand im Dienste einer „vernünftigen Selbstbestimmung“ und des „sokratischen Dialogs“; sie vertrat antiklerikale, antimilitaristische und antinationalistische Werte sowie eine vegetarische Lebensweise.
Flanders wurde dort Mitglied des von Nelson begründeten Internationalen Sozialistischen Kampfbundes (ISK). Nachdem die Erwachsenenabteilung der Walkemühle 1931 aufgelöst worden war, gingen die Lehrerinnen und Lehrer nach Berlin und versuchten den drohenden Nationalsozialismus abzuwenden, unter anderem mit der vom ISK gegründeten Tageszeitung Der Funke. Der hier im Sommer 1932 erschienene Dringende Appell des ISK für ein Wahlbündnis von SPD und KPD blieb erfolglos. Flanders ging zurück nach England und leitete dort die Socialist Vanguard Group, deren Zeitschrift Socialist Vanguard (1941 umbenannt in Socialist Commentary), er zunächst verantwortlich edierte und bis zu seinem Tod aktiv begleitete.

## Politische Reformarbeit
Im Nachkriegsdeutschland spielte Flanders aufgrund seiner Kenntnisse über Deutschland eine wichtige Rolle. 1946 wurde er zum Leiter der politischen Abteilung der britischen Control Commission for Germany ernannt, wo er beim Wiederaufbau der deutschen Gewerkschaften auch Einfluss auf die gewählte Organisationsform nahm: Statt der von Hans Böckler und anderen deutschen Gewerkschaftsrepräsentanten gewünschten allumfassenden Einheitsorganisation mit lediglich verbandsinternen Untergliederungen, setzte die britische Besatzungsbehörde ihren Wunsch nach autonomen Industriegewerkschaften durch.
Ein Stipendium der Whitney Foundation ermöglichte Flanders das Studium der Industrial Relations in den USA, bevor er 1949 die Dozentur in Oxford übernahm.
Danach übte er mehrere einflussreiche politische Beratertätigkeiten in Kommissionen und Beiräten aus. 1965 wurde er als hauptamtlicher „Industrial Relations Adviser“ in den unter der Labour-Regierung von Harold Wilson neu errichteten „National Board for Prices and Incomes“ ernannt. Die “Royal Commission on Trade Unions and Employers’ Associations” unter Lord Donovan holte bei ihm eine Expertise ein über den Zustand und die mögliche Reform des britischen Systems der industriellen Beziehungen. Er konstatierte eine chaotische Struktur („largely informal, largely fragmented and largely autonomous“) und empfahl deren Reform, die der Schlussbericht (Donovan Report) von 1968 in großen Zügen als Empfehlungen für die politische Administration aufnahm. In seinen Schriften zur Reform des Collective Bargaining machte er das britische Management für viele Missstände verantwortlich.

## Wissenschaftliche Wirkung
Zu der von ihm mitbegründeten Oxford School of Industrial Relations zählten außerdem: Hugh Clegg, Alan Fox und Otto Kahn-Freund. Sie erlebte, nach ihrer Inkubationszeit in den 1950er Jahren, ab Mitte der 1960er Jahre in der Zeit der Labour-Regierungen und mit der 1970 an der Universität von Warwick/Coventry begründeten Industrial Relations Research Unit, wo Flanders und Clegg lehrten, ihren Höhepunkt.
Für Flanders stellen Industrielle Beziehungen nicht nur einen Mechanismus zur Interessenauseinandersetzung und Einkommensverteilung dar, sie gewährleisten darüber hinaus auch einen Anspruch auf Beteiligungsrechte und menschliche Würde. Gewerkschaften sind ihm Organisationen, die nicht nur Tagesinteressen („bread and butter questions“) vertreten, sondern auch zur sozialen Gerechtigkeit beitragen. Ähnlich wie Hugo Sinzheimer begreift er die Tarifparteien als „private legislators“ und das Tarifverhandlungssystem (Collective Bargaining) als ein Verfahren der gemeinsamen Regulierung („joint regulation“) von Arbeitgebern und Arbeitnehmern bzw. von deren Organisationen.

## Schriften
- Trade Unions, London 1952 (Hutchinson).
- The System of Industrial Relations, Oxford 1954 (Blackwell) (gemeinsam mit Hugh Armstrong Clegg).
- The Fawley Productivity Agreements, London 1964 (Faber).
- Industrial Relations: What is wrong with the system? London 1965 (Institute of Personnel Management).
  - dt. Ausgabe: Konflikt und Kooperation (=Reihe Betrieb und Gesellschaft). Europäische Verlagsanstalt, Frankfurt am Main 1965.
- Collective Bargaining: Prescription for Change, London 1967 (Faber).
- Management and Unions: The Theory and Reform of Industrial Relations, London 1974 (Faber).